# Francis Mayer
Pour les articles homonymes, voir Mayer.
 (juin 2014).
Francis Mayer (né en 1950 à Ettendorf et mort le 9 décembre 2006) est un haut fonctionnaire français.
Il fut le directeur général de la Caisse des dépôts et consignations du 18 décembre 2002 à sa mort, poste auquel il avait été nommé par le président de la République, Jacques Chirac.

## Biographie
Né le 1er septembre 1950 à Ettendorf, il est remarqué par ses professeurs et devient boursier du lycée Kléber de Strasbourg.
Il réussit l'agrégation d'allemand et commence à enseigner cette langue  avant d'intégrer l'ENA dont il sort en 1979 (promotion Michel de l'Hospital 1979).  
Il entre en 1979 à la direction du Trésor aux côtés de Claire Dreyfus-Cloarec et de Daniel Giroux. Il en devient directeur adjoint, chef du service des affaires européennes et internationales en 1994.
Il est nommé président du Club de Paris (qui regroupe les créanciers  publics des pays en difficultés de paiement) en octobre 1997 et il devient en 1999 vice-président de la Banque européenne d'investissement (BEI). Il est également passé par la Banque mondiale, a été membre du conseil de surveillance d'Accor et un des fondateurs du Conseil stratégique de l'innovation (CSI).
Francis Mayer a été nommé à la tête de la Caisse des dépôts et consignations (CDC) par le président Jacques Chirac  le 18 décembre 2002, au terme d'une virulente bataille pour écarter ses  concurrents, dont son prédécesseur, Daniel Lebègue.
Sous son mandat, l'activité immobilière du secteur concurrentiel a été regroupée au sein de la filiale Icade qui a été introduite en bourse.
Il a également tenté de redéfinir les relations entre la Caisse des dépôts et le groupe des Caisses d'Epargne en cédant sa participation dans la filiale d'investissement et de gestion d'actifs commune, CDC IXIS devenue Ixis, contre 35 % du capital de l'Ecureuil. Cette opération n'aura pas de suite du fait du rapprochement intervenu au printemps 2006 entre les Caisses d'Epargne et les Banques populaires qui conduira à la création de Natixis et à la sortie de la Caisse des dépôts du capital de la Caisse nationale des Caisses d'Epargne contre le versement de 7 milliards d'euros.
Très affaibli et souvent  hospitalisé depuis le début de 2006, il a dirigé l'institution jusqu'à la veille de son décès. Son courage et sa clairvoyance ont fait l'objet de salutations unanimes. Il meurt le 9 décembre 2006 à Paris, à l'âge de 56 ans.
Il était marié et père de trois enfants.

## Affaire EADS
Il est l'initiateur du rachat par la CDC de 2,5 % des actions EADS détenues par le groupe Lagardère par lequel la CDC a fait une moins-value latente de 200 millions d'euros sur un investissement de 600 millions, investissement au sujet duquel Francis Mayer avait affirmé que la Caisse des Dépôts se porterait partie civile dans les actions à venir (voir affaire EADS).